# Альпы Дофине
А́льпы Дофине́ (фр. Alpes du Dauphiné) — горы, часть Западных Альп на территории Франции (область Дофине).
Альпы Дофине отделены от Котских Альп (на востоке) перевалом Галибье, от Грайских Альп (на северо-востоке) — долиной реки Арк, с запада ограничиваются долинами рек Драк и Изер.
Основные массивы и вершины:
- Бельдон
  - Гран-Пик-де-Бельдон (2977 м)
- Гранд-Рус
  - Пик-Бейль (3465 м)
- Тайфер
  - Тайфер (2857 м)
- Арван-Виллар
  - Эгюий-д'Арв (3514 м)
- Экрен
  - Барр-дез-Экрен (4102 м)
  - Дом-де-неж-дез-Экрен (4015 м)